# EPrix van Portland
De ePrix van Portland is een race uit het Formule E-kampioenschap. In 2023 maakte de race haar debuut op de kalender als de twaalfde race van het negende seizoen.

## Geschiedenis
De Formule E had met de ePrix van New York tot het seizoen 2021-2022 een race op Amerikaanse bodem. Vanwege werkzaamheden rond de locatie van het circuit kon deze race in het seizoen 2022-2023 niet doorgaan. De Formule E moest hierdoor op zoek naar een vervangende race. In december 2022 tekende de organisatie van het kampioenschap een contract met de stad Portland. De race vindt plaats op de Portland International Raceway, een permanent circuit. Dit is bijzonder, omdat de meeste Formule E-races op stratencircuits gehouden worden. In tegenstelling tot andere permanente circuits, bleef de layout van dit circuit voor de Formule E vrijwel helemaal hetzelfde; enkel de eerste bocht werd licht aangepast.
De eerste ePrix van Portland, gehouden op 24 juni 2023, werd gewonnen door Nick Cassidy. De tweede editie in 2024 werd over twee races gehouden, die allebei door António Félix da Costa werden gewonnen. Na dit seizoen vond de ePrix op Amerikaanse bodem plaats in Miami.

## Resultaten
| Editie | Seizoen   | Circuit  | Winnaar                                                 | Tweede                                   | Derde                                                   | Pole position                            | Snelste ronde                           |
| ------ | --------- | -------- | ------------------------------------------------------- | ---------------------------------------- | ------------------------------------------------------- | ---------------------------------------- | --------------------------------------- |
| 1      | 2022-2023 | Portland | Nick Cassidy Envision Racing                            | Jake Dennis Avalanche Andretti Formula E | António Félix da Costa TAG Heuer Porsche Formula E Team | Jake Dennis Avalanche Andretti Formula E | Mitch Evans Jaguar TCS Racing           |
| 2      | 2023-2024 | Portland | António Félix da Costa TAG Heuer Porsche Formula E Team | Robin Frijns Envision Racing             | Jean-Éric Vergne DS Penske                              | Mitch Evans Jaguar TCS Racing            | Jake Hughes Neom McLaren Formula E Team |
| 2      | 2023-2024 | Portland | António Félix da Costa TAG Heuer Porsche Formula E Team | Robin Frijns Envision Racing             | Mitch Evans Jaguar TCS Racing                           | Jean-Éric Vergne DS Penske               | Robin Frijns Envision Racing            |